# Oceaniens Davis Cup-lag
 Oceaniens Davis Cup-lag representerar flera mindre östater i Oceanien i tennisturneringen Davis Cup, tidigare International Lawn Tennis Challenge. Pacifiska Oceanien debuterade i sammanhanget 1995 och nådde bland annat semifinal i Asien-Oceanienzonen 2005.